# 8-й стрелковый полк
8-й стрелковый полк, Восьмой стрелковый полк — стрелковая воинская часть Русской императорской армии. Входил в состав 2-й стрелковой бригады (с 1915 г. - дивизии).
Старшинство, по состоянию на 1914 год: 20 июля 1808 года. Полковой праздник — 6 декабря — День Святителя Николая.

## История
Сформирован 20 июня 1808 года как Учебный гренадерский батальон Вплоть до 1856 года назначением части была подготовка для пеших частей русской армии унтер-офицеров, горнистов и флейщиков.
С 15 августа 1809 года поименована как 1-й учебный гренадерский батальон. А 13 августа 1811 года части Высочайше пожалованы два простых знамени.
21 августа 1814 года в батальоне оставлено одно знамя.
Приказом, от 16 марта 1816 года, вместе со 2-м и 3-м учебными гренадерскими батальонами составил к 25 марта 1816 года Учебный Карабинерный полк (с 22 октября 1826 года 1-й Учебный Карабинерный полк).
16 января 1837 года пожаловано новое простое знамя.
23 ноября 1856 года батальон отделен от полка, перечислен из учебных войск в действующие и причислен в качестве стрелкового батальона к 8-й пехотной дивизии.
18 марта 1857 года наименован 8-м стрелковым батальоном, продолжая оставаться в составе 8-й пехотной дивизии.
31 августа 1870 года переведён в состав тогда же сформированной 2-й стрелковой бригады, при этом сохранив свой войсковой номер.
18 ноября 1885 года 8-му стрелковому батальону установлено старшинство с 20 июля 1808 года.
31 декабря 1888 — переформирован в полк двухбатальонного состава и наименован 8-м стрелковым полком.
8-й полк стрелков в период 1904—1905 годов участвовал в русско-японской войне, весной 1905 года развернут в четырёхбатальонный состав. По окончании войны, в 1906 году, вновь сведён в состав двухбатальонного полка.
20 июня 1908 года в честь столетнего юбилея пожаловано юбилейное простое знамя с юбилейной Александровской лентой, с надписью на ней «1808—1908».
30 июля 1911 года полку пожалованы знаки нагрудные для офицеров и головные для нижних чинов с надписью «За отличие в войну с Японией в 1904 и 1905 годах».
С началом Первой мировой войны полк в составе 2-й стрелковой бригады находился в подчинении 4-й армии, в феврале-марте 1915 года — 9-й армии, с 28 марта 1915 года в составе 2-й стрелковой дивизии (в которую была развернута прежняя бригада) — в 8-й армии, с ноября 1916 года — снова 9-й армии. Расформирован в 1918 году.

## Знаки отличия полка
- Простое знамя с юбилейной Александровской лентой и надписью «1808—1908».
- Знаки отличия (нагрудные у офицеров, на головные уборы у нижних чинов) с надписью: «За отличіе въ войну съ Японіей въ 1904 и 1905 годахъ». Высочайший приказ 30 июля 1911 года.

## Командиры
- 01.01.1857 — 18.02.1859 — подполковник Гран, Густав Карлович
- 18.02.1859 — после 03.05.1865 — майор (с 05.04.1861 подполковник, с 14.09.1864 полковник) Гран, Александр-Оскар Карлович
- хх.хх.1873 — 23.03.1877 — подполковник (с 11.07.1875 полковник) Энгельгардт, Аркадий Александрович
- 23.03.1877 — 26.01.1886 — подполковник (с 1879 полковник) Видеман, Уно Генрихович
- 16.02.1886 — 02.07.1894 — полковник Краевский, Митрофан Дмитриевич
- 11.07.1894 — 14.06.1898 — полковник Илышев, Николай Петрович
- 06.07.1898 — 24.07.1900 — полковник Сахацкий, Павел Антонович
- 03.08.1900 — 04.04.1904 — полковник Страдовский, Александр Христианович
- 29.04.1904 — 18.08.1905 — полковник Февралёв, Николай Фёдорович
- 15.07.1906 — 15.01.1909 — полковник Разнатовский, Никанор Васильевич
- 19.01.1909 — 20.12.1911 — полковник Барсов, Сергей Фёдорович
- 20.12.1911 — 08.05.1912 — полковник Киреев, Всеволод Романович
- 19.06.1912 — 20.09.1914[6] — полковник Давыдов, Александр Фёдорович
- 13.11.1914 — 06.10.1915 — полковник Рустанович, Василий Арсеньевич
- 18.02.1916 — после 25.09.1917 — полковник Рекс, Константин Аполлонович